# Tamara E. Jernigan
Tamara Elizabeth "Tammy" Jernigan, född 7 maj 1959 i Chattanooga, Tennessee, är en amerikansk astronaut uttagen i astronautgrupp 11 den 4 juni 1985. Hon är gift med den tidigare astronauten Peter Wisoff.

## Rymdfärder
- STS-40
- STS-52
- STS-67
- STS-80
- STS-96